# Äldreförsörjningsstöd
Äldreförsörjningsstöd är ett ekonomiskt försörjningsstöd som ges till personer över 65 år i Sverige. Stödet kan beviljas till dem som har mindre än 4421 kronor att leva på efter att skatt och hyra är betald. Hyran får för ogifta uppgå till max 6620 kr i månaden (2018).
Man måste anses som boende i Sverige för att få bidraget.
Äldreförsörjningsstödet infördes år 2003. Till skillnad mot det försörjningsstöd som finns för personer under 65 år, vanligen benämnt socialbidrag, är det staten som betalar via Pensionsmyndigheten, inte den sökandes hemkommun.